# Agoni
 Ikke at forveksle med agonist.
Agoni (af græsk agonía ="kamp", "angst") – den lidelse el. kamp, der går forud for døden. Udtrykket betegner en længevarende dødskamp, dvs. den række af tegn, som går forud for dødens indtræden. 
De skyldes et langsomt henfald af nerveaktivitet, som først giver sig til kende ved uro, beklemthed, kramper og usammenhængende tale. Derefter opstår der snorkende eller rallende åndedræt og måske gispen. Så ophører muligheden for at føle pulsslag, og til sidst bliver lemmerne kolde. Disse tegn ses i forskellig form og kan strække sig over få minutter til flere timer.
Agoni er også betegnelsen for voldsom smerte, som kan vedvare i kortere eller længere tid. Man kan være i agoni, når man er meget alvorligt såret, f.eks. efter knivstik eller brandsår, eller hvis man oplever, at en eller anden kropsfunktion svigter. Agoni opstår ved dødelige sygdomme, som f.eks. kræft, og af og til er den så voldsom, at den end ikke kan afhjælpes med morfin.